# Солмакер, Ян Франс
Ян Франс Солмакер (нидерл. Jan Frans Soolmaker, Jan Frans Soolmacker, Jan Franciscus Soolmaker; 1635, Антверпен — после 1665) — фламандский живописец, рисовальщик Золотого века голландского искусства. Романист. Известен в основном итальянизированными пейзажами с всадниками, стадами в идиллическом «аркадском» духе. Работал в Антверпене, Харлеме и Амстердаме. Считается одним из самых верных последователей голландского художника Николаса Берхема.

## Жизнь и творчество
Ян Франс Солмакер, вероятно, родился в Антверпене. Он был записан в этом городе в апреле 1654 года, когда стал учеником малоизвестного Яна де Брюна. Вероятно, он не закончил обучение у Брюна, переехав в Харлем. В Харлеме он, вероятно, стал учеником Николаса Берхема. Нет никаких записей о его вступлении в гильдию Святого Луки в Харлеме. Предполагается, что позже он присоединился к гильдии Амстердама. Дата и место его смерти неизвестны.
О творчестве художника известно крайне мало. Подписанный итальянский пейзаж, датированный 1668 годом, был продан 8 октября 1973 года в Амстердаме. Если эта дата подлинная, следует предположить, что художник был ещё жив в это время и, вероятно, находился в Италии. Других датированных работ, написанных его рукой, не известно. Подписанный вид Эскориала, проданный на аукционе Кристис в Лондоне 9 июля 1976 года, может означать, что он завершил по крайней мере часть своей поездки в Испанию. Никаких итальянских источников или записей о каком-либо месте жительства в Италии не существует.
Относительно короткая творческая жизнь объясняет небольшое количество произведений художника. Помимо вида Эскориала (если это не копия чьей-то работы), не зафиксировано ни одной картины, созданной за пределами Нидерландов. Его живопись имитирует стиль Берхема, однако известно, что в прошлом случалось, что торговцы произведениями искусства пытались выдать картины малоизвестных художников за работу самого Берхема, иногда добавляя поддельные подписи. Так было с «Путешественниками, отдыхающими у фонтана».
Некоторые из картин Солмакера показывают темы и мотивы, вдохновлённые или даже скопированные с картин Филипса Вауэрмана. Это было довольно распространено среди антверпенских художников второй половины XVII века, таких как, например, Симон Йоханнес ван Доу или членов семьи ван Бредаль. Одна из тем, заимствованных у Вауэрмана, часто повторяющаяся в картинах Солмакера, — отец и сын, смотрящие на всадника, который собирается сесть на белую лошадь. Это можно увидеть в «Отдыхающих всадниках у фонтана». Другая часто повторяющаяся тема — пастухи со стадом, например, в «Пастушке со стадом овец» в собрании Эрмитажа в Санкт-Петербурге.

## Галерея

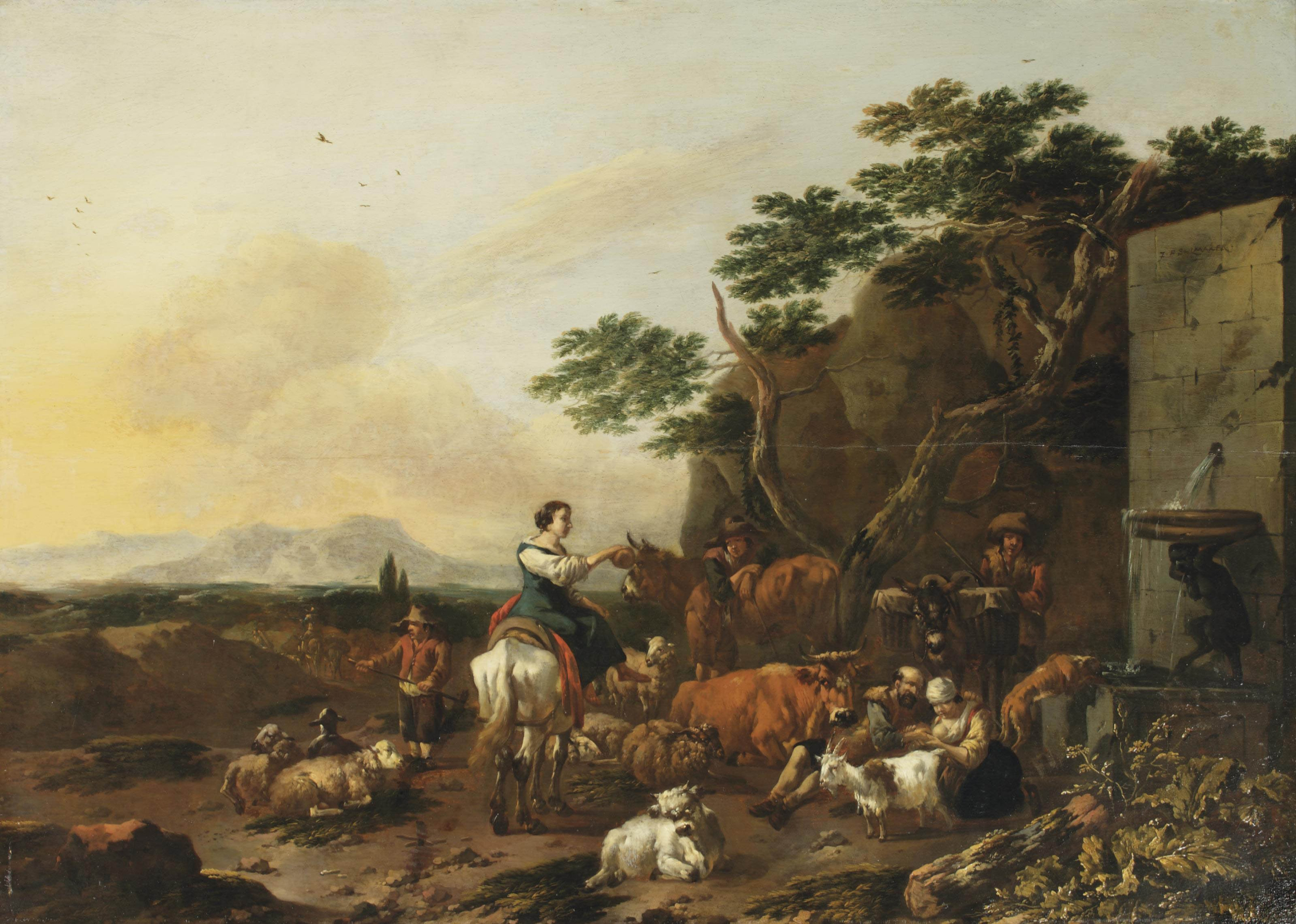
Итальянский пейзаж с пастухами и стадом, отдыхающими у фонтана. Между 1654 и 1665. Дерево, масло. Частное собрание
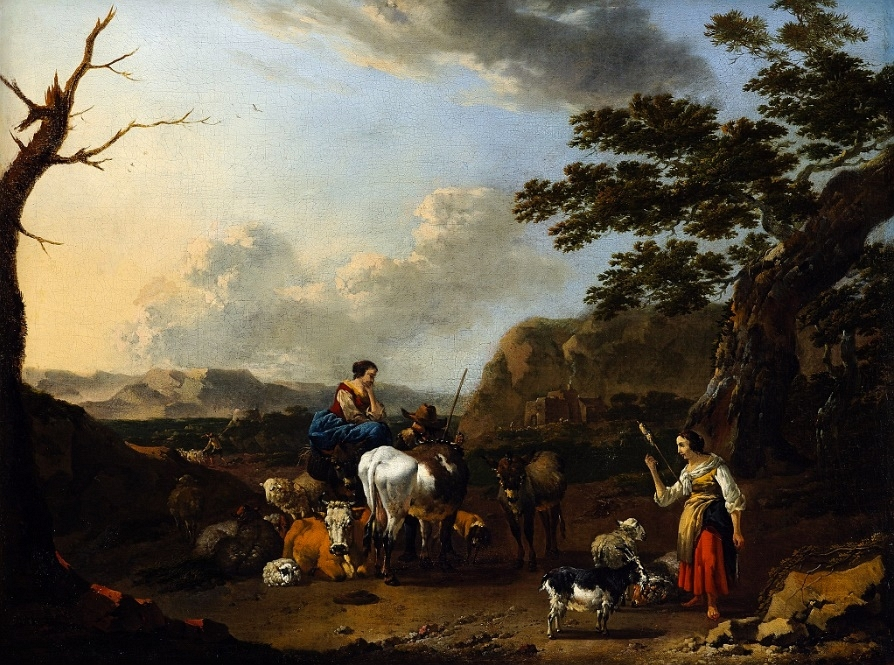
Южный горный пейзаж с пастухами, их стадом и женщиной-пряхой. Холст, масло. Королевский дворец, Варшава
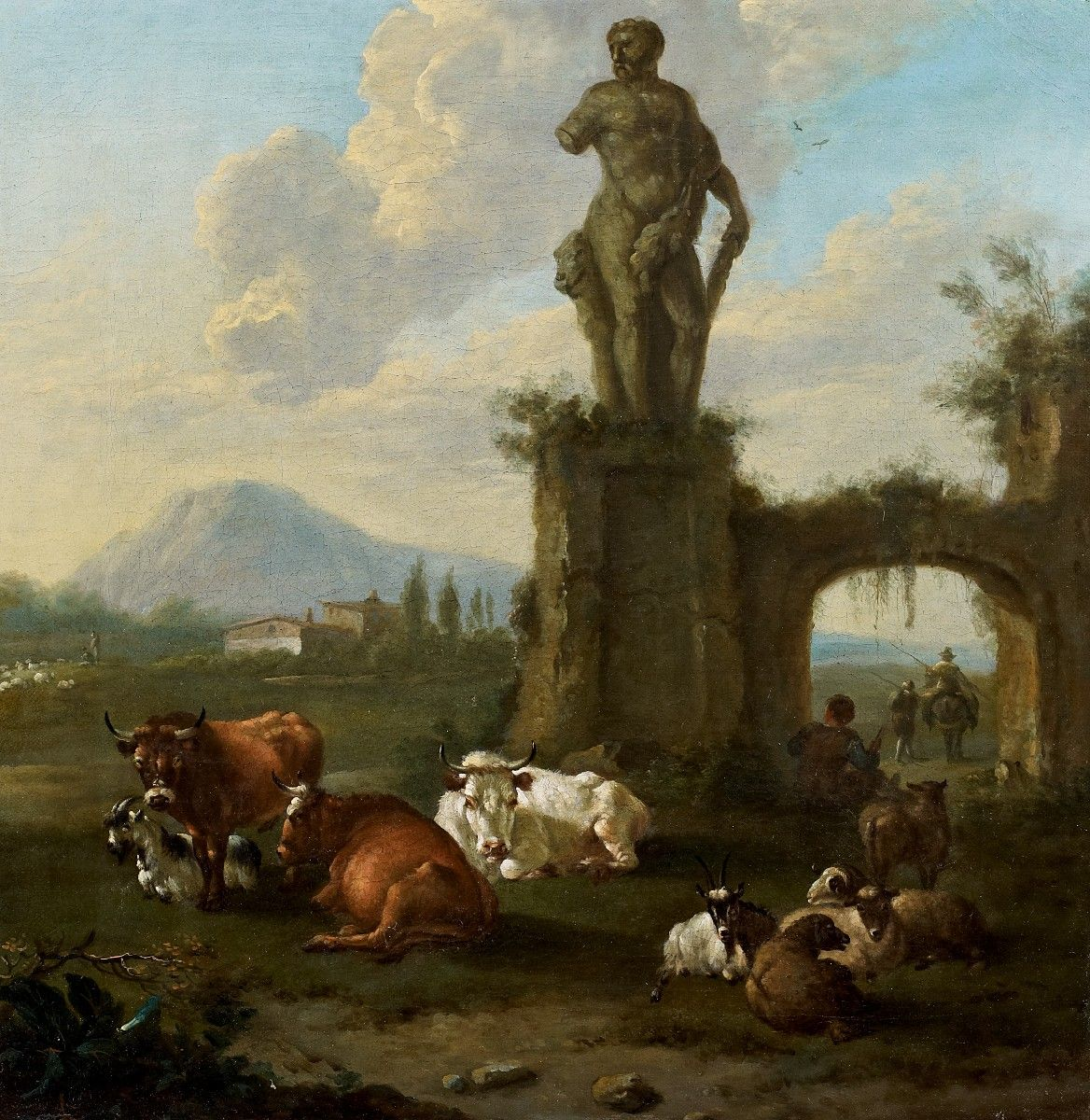
Пастухи со скотом в руинах. Холст, масло. Частное собрание
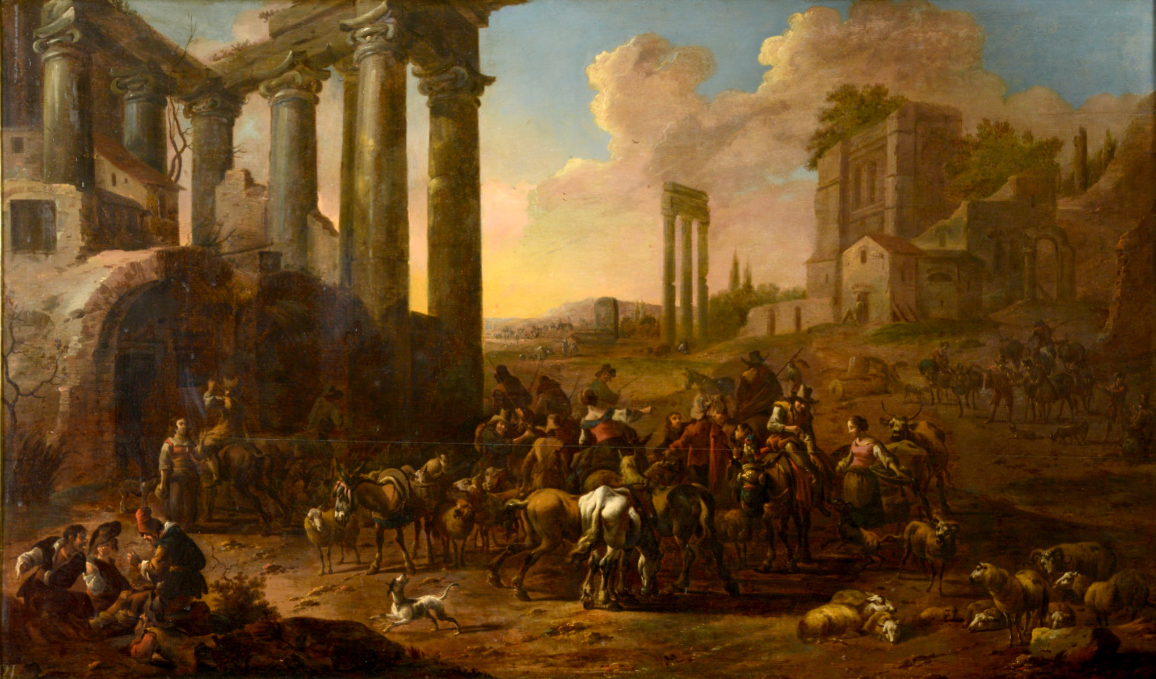
Конные пастухи со стадом на Римском форуме. Между 1654 и 1665. Дерево, масло. Частное собрание
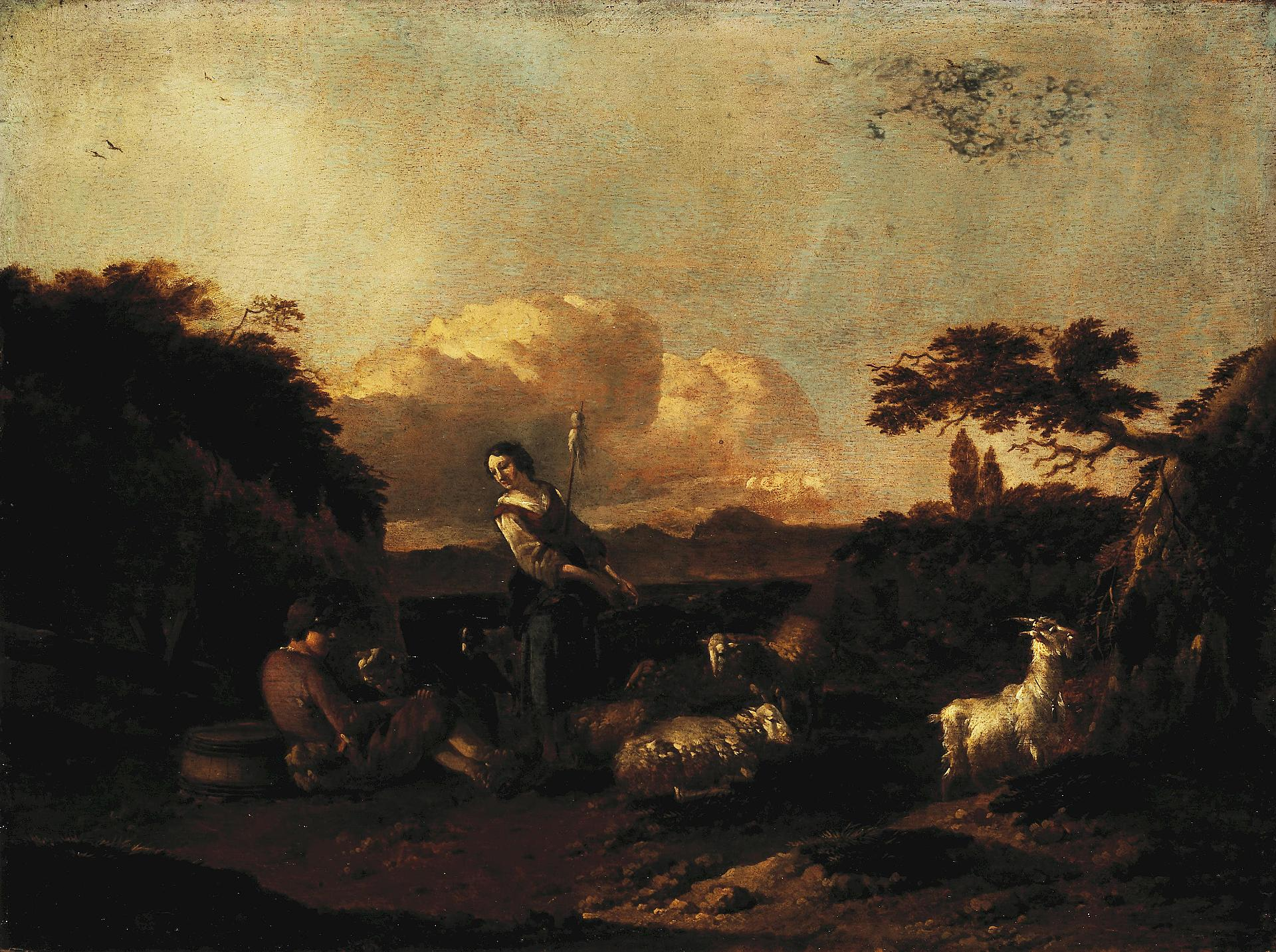
Пастушка со стадом овец. Между 1654 и 1666. Дерево, масло. Государственный Эрмитаж, Санкт-Петербург
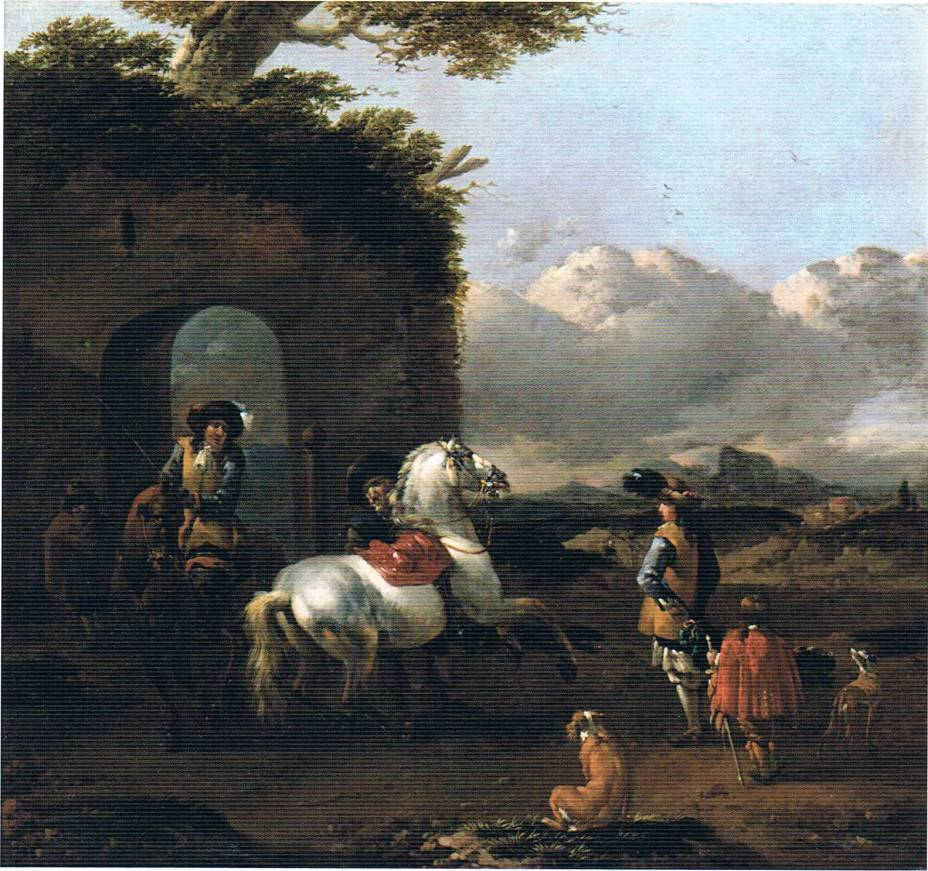
Итальянский пейзаж со всадниками и их лошадьми у руин. Между 1654 и 1665. Дерево, масло. Частное собрание